# Idionyx unguiculata
Idionyx unguiculata là loài chuồn chuồn trong họ Synthemistidae. Loài này được Fraser mô tả khoa học đầu tiên năm 1926.